# Ga đại học Konkuk
Ga Đại học Konkuk (Tiếng Hàn: 건대입구역, Hanja: 建大入口驛) là một ga trung chuyển trên Tàu điện ngầm Seoul Tuyến 2 và Tàu điện ngầm Seoul Tuyến 7 nằm ở Achasan-ro, Gwangjin-gu, Seoul. Tuyến 2 là một sân ga trên cao trong khi Tuyến 7 là một sân ga ngầm. Nhà ga phục vụ khu vực Hwayang-dong cũng như Jayang-dong và Noyu-dong. Khu vực xung quanh ga là khu dân cư hỗn hợp và kinh doanh thương mại nhỏ.

## Lịch sử
- 31 tháng 10 năm 1980: Hoạt động kinh doanh bắt đầu với việc khai trương Tàu điện ngầm Seoul tuyến 2 đoạn Sinseol-dong ~ Khu liên hợp thể thao
- 1 tháng 3 năm 1985: Đổi tên nhà ga từ ga Hwayang thành ga Đại học Konkuk[6]
- 11 tháng 10 năm 1996: Là ga đầu và cuối của Tuyến 7, nó trở thành ga trung chuyển với việc mở đoạn giữa Jangam và Đại học Konkuk.
- 1 tháng 8 năm 2000: Nó trở thành ga trung gian với việc khai trương đoạn Đại học Konkuk ~ Sinpung của Tuyến 7.

## Bố cục ga

### Tuyến số 2 (3F)
| Seongsu ↑     |
| \| Vòng ngoài |
| ↓ Guui        |

| Vòng ngoài | ●Tuyến 2 | ← Hướng đi Seongsu · Wangsimni · Tòa thị chính · Đại học Hongik |
| Vòng trong | ●Tuyến 2 | → Hướng đi Gangbyeon · Jamsil · Seolleung · Gangnam · Sadang →  |

| Tuyến và hướng                                  | Chuyển tuyến nhanh |
| ----------------------------------------------- | ------------------ |
| Tuyến 2 (Vòng trong: Hướng Jamsil) → Tuyến 7    | 3-2                |
| Tuyến 2 (Vòng ngoài: Hướng Wangsimni) → Tuyến 7 | 8-3                |

### Tuyến số 7 (B2F)
| Công viên trẻ em (Children's Grand Park) ↑ |
| \| N/B                                     |
| ↓ Jayang                                   |

| Hướng Bắc | ●Tuyến 7 | ← Hướng đi Sangbong · Taereung · Dobongsan · Jangam          |
| Hướng Nam | ●Tuyến 7 | → Hướng đi Văn phòng Gangnam-gu · Daerim · Onsu · Seongnam → |

| Tuyến và hướng                     | Chuyển tuyến nhanh |
| ---------------------------------- | ------------------ |
| Tuyến 7 (Hướng Seongnam) → Tuyến 2 | 1-1                |
| Tuyến 7 (Hướng Jangam) → Tuyến 2   | 8-4                |

## Xung quanh nhà ga
| Lối ra \| 나가는 곳 \| Exit \| 出口                  | Lối ra \| 나가는 곳 \| Exit \| 出口 |
| ---------------------------------------------------- | --- |
| Sử dụng phòng chờ tại Ga Đại học Konkuk trên Tuyến 2 | |
| 1                                                    | Ngã tư Seongsu Trường tiểu học Seoul Seongsu |
| 2                                                    | Trung tâm cộng đồng Hwayang-dong Trung tâm an toàn công cộng Hwayang Bưu điện Hwayang-dong Chợ Hwayang |
| 5                                                    | Hướng cầu Cheongdam, hướng Công viên công dân Hangang (Khu vực Ttukseom) Phố Kondaero Deo |
| 6                                                    | Hướng cầu Yeongdong, chợ Joyang Phố Kondaero Deo, chợ hẻm cầu Yeongdong Trung tâm phát triển phụ nữ Đông Seoul |
| Sử dụng phòng chờ tại Ga Đại học Konkuk trên Tuyến 7 | |
| 3                                                    | Hwayang-dong Bệnh viện Đại học Konkuk Công viên Trẻ em Seoul Trung tâm Văn hóa và Nghệ thuật Gwangjin (Trung tâm Nghệ thuật Naru) Neungdong-ro |
| 4                                                    | Đại học Konkuk Bệnh viện Đại học Konkuk Giao lộ Ga Đại học Konkuk, Hướng văn phòng Gwangjin-gu Star City (Cửa hàng bách hóa Lotte, Chi nhánh E-Mart Jayang) Phòng nghệ thuật Star City Trạm biến áp Ttukdo của Tổng công ty Điện lực Hàn Quốc Trường tiểu học Seoul Dongja Trường tiểu học Seoul Shinyang Woosung APT Trường tiểu học và trung học Jayang, hướng tới trường tiểu học Seoul Jayang |

## Thay đổi hành khách
| Năm                                        | Số lượng hành khách (người)          | Số lượng hành khách (người)          | Tổng cộng | Ghi chú |
| Năm                                        | liên kết=Tàu điện ngầm Seoul tuyến 2 | liên kết=Tàu điện ngầm Seoul tuyến 7 | Tổng cộng | Ghi chú |
| ------------------------------------------ | ------------------------------------ | ------------------------------------ | --------- | ------- |
| 1994                                       | 100,060                              | —                                    | —         |         |
| 1995                                       | 99,885                               | —                                    | —         |         |
| 1996                                       | 87,989                               | —                                    | —         |         |
| 1997                                       | 78,586                               | —                                    | —         |         |
| 1998                                       | 81,349                               | —                                    | —         |         |
| 1999                                       | —                                    | —                                    | —         |         |
| 2000                                       | 79,567                               | 13,423                               | 92,990    |         |
| 2001                                       | 78,577                               | 16,694                               | 95,271    |         |
| 2002                                       | 83,667                               | 15,825                               | 99,492    |         |
| 2003                                       | 81,428                               | 17,309                               | 98,737    |         |
| 2004                                       | 82,075                               | 17,017                               | 99,092    |         |
| 2005                                       | 83,090                               | 18,575                               | 101,665   |         |
| 2006                                       | 82,398                               | 20,978                               | 103,376   |         |
| 2007                                       | 86,339                               | 21,918                               | 108,257   |         |
| 2008                                       | 91,612                               | 21,652                               | 113,264   |         |
| 2009                                       | 93,605                               | 25,332                               | 118,937   |         |
| 2010                                       | 91,517                               | 34,398                               | 125,915   |         |
| 2011                                       | 93,443                               | 37,729                               | 131,172   |         |
| 2012                                       | 92,237                               | 38,818                               | 131,055   |         |
| 2013                                       | 91,992                               | 39,111                               | 131,103   |         |
| 2014                                       | 95,416                               | 38,297                               | 133,713   |         |
| 2015                                       | 96,296                               | 36,521                               | 132,817   |         |
| 2016                                       | 95,837                               | 35,930                               | 131,767   |         |
| 2017                                       | 94,070                               | 35,066                               | 129,136   |         |
| 2018                                       | 93,505                               | 34,607                               | 128,112   |         |
| 2019                                       | 93,127                               | 33,939                               | 127,066   |         |
| 2020                                       | 62,438                               | 21,762                               | 84,200    |         |
| 2021                                       | 60,624                               | 21,138                               | 81,762    |         |
| 2022                                       | 70,045                               | 24,788                               | 94,833    |         |
| 2023                                       | 74,131                               | 27,242                               | 101,373   |         |
| Nguồn                                      |                                      |                                      |           |         |
| : Phòng dữ liệu Tổng công ty Vận tải Seoul |                                      |                                      |           |         |

## Hình ảnh

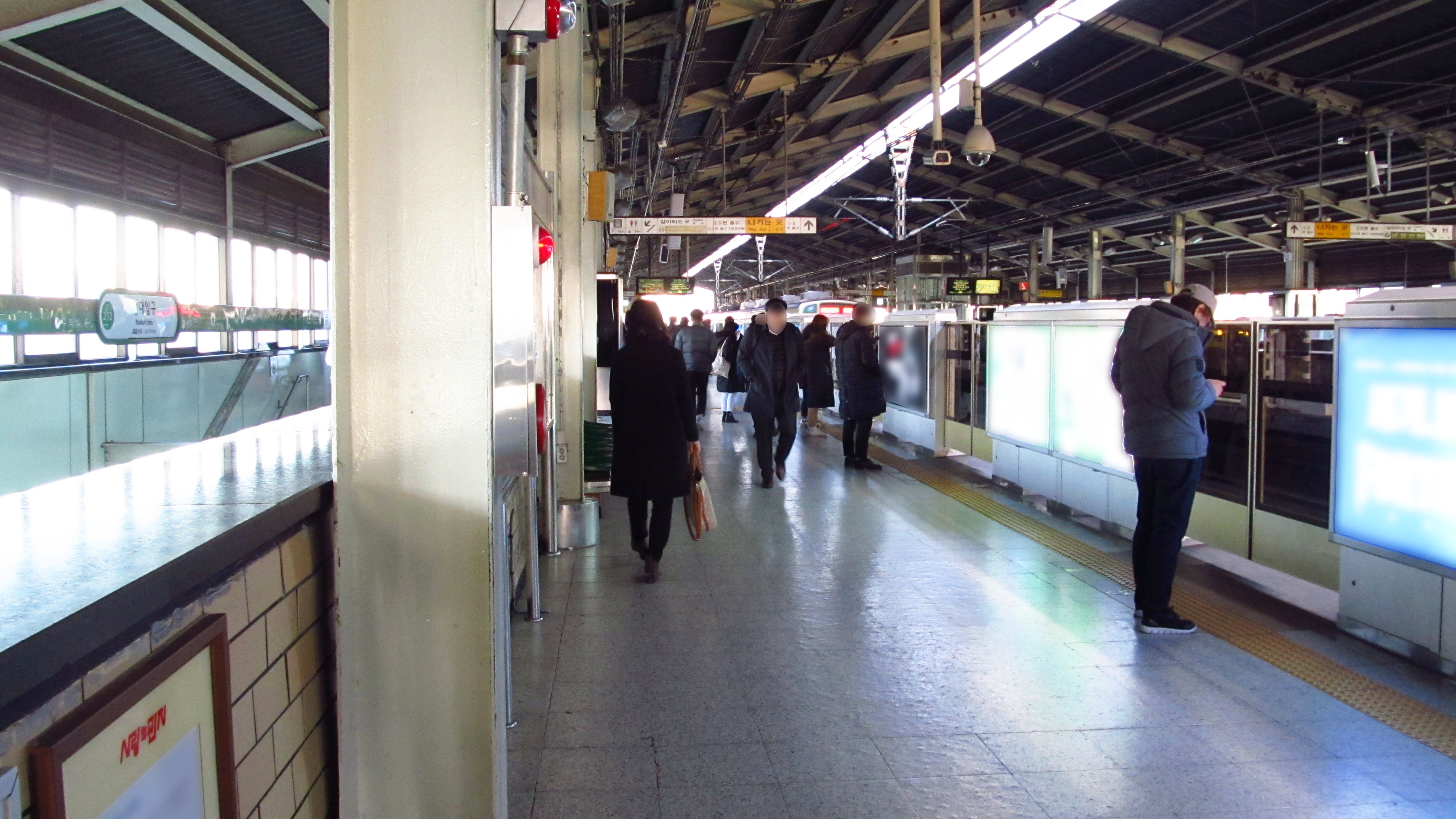
Sân ga Tuyến 2
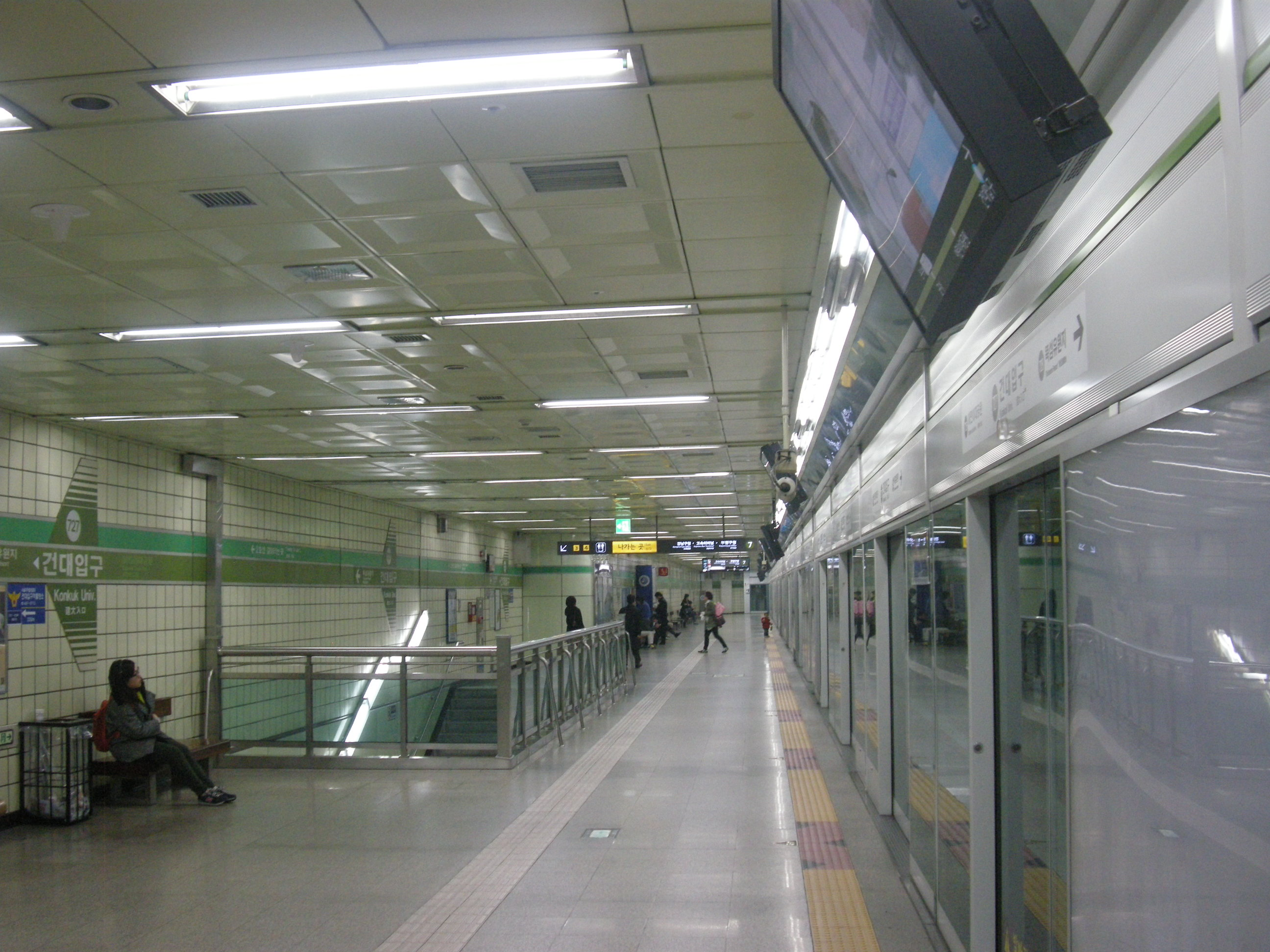
Sân ga Tuyến 7
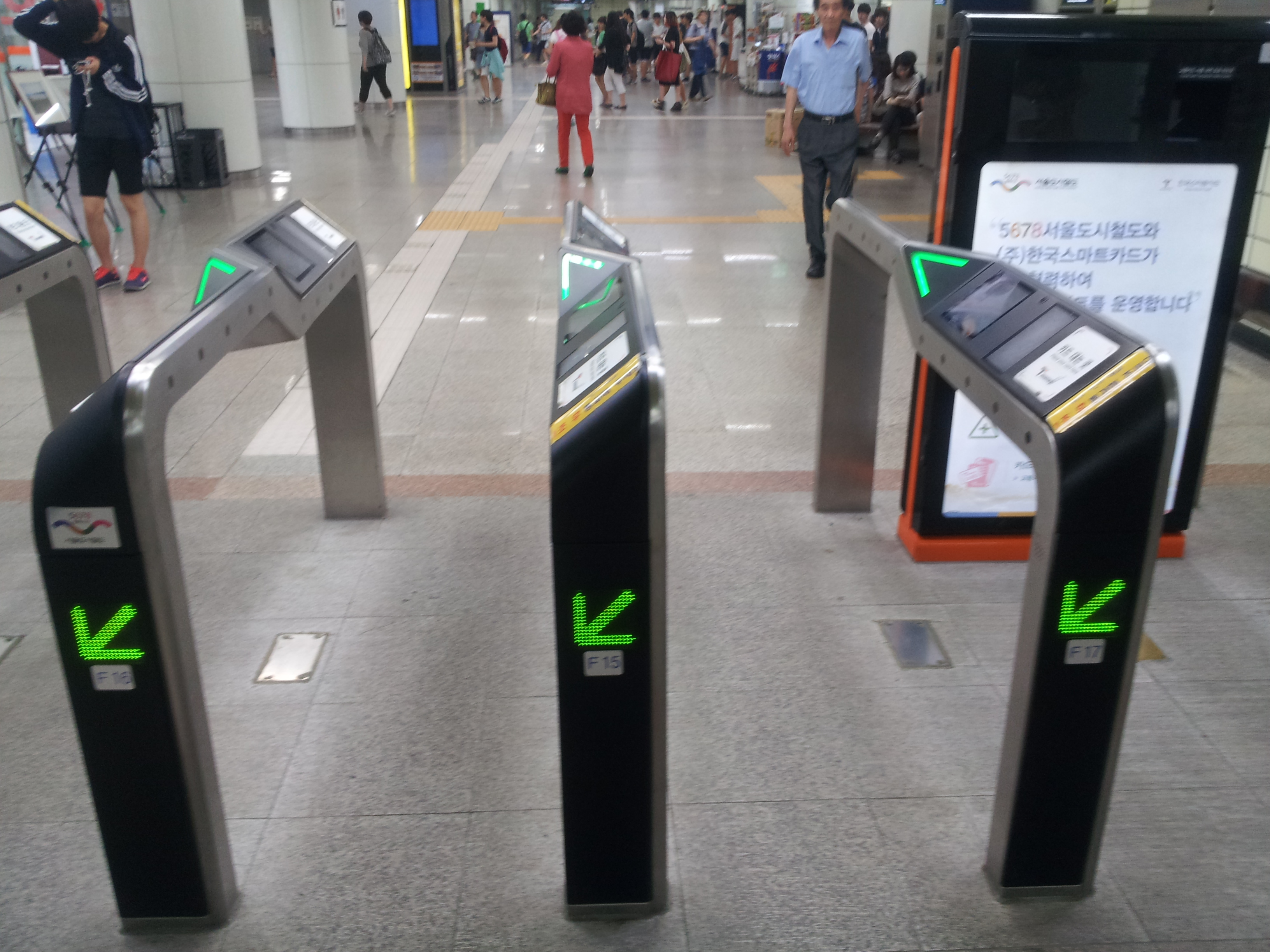
Cửa soát vé